# 今村豊
今村 豊（いまむら ゆたか、1961年6月22日 - ）は、山口県小野田市（現：山陽小野田市）出身の、元競艇選手。登録番号2992、48期。山口支部所属。身長162cm。体重50kg。血液型はA。愛称は「今やん」。艇界のプリンス、ミスター競艇の異名を持つ。妻は元競艇選手の庄島真知子（登録番号2996）。

## 来歴
1961年6月22日、山口県小野田市（現在の山陽小野田市）に生まれる。

山口県立小野田工業高等学校卒業。父親自身も競艇選手への憧れを抱いていたが、下関競艇場の守衛に諭されて受験をすることすら叶わなかったため「息子を競艇選手にしたい」という願望があった。今村自身は高校卒業の際、当初一般企業への就職を考えていたが、求人票に掲載されている会社員の初任給に疑問を感じ、競艇選手のパンフレットを取り寄せる。当時の選手の平均年収が決定打となり、父親も納得する形で共に競艇選手を目指した。
第48期選手養成員として、本栖研修所に入所。在所中のレース勝率は入所生の中で第2位だった。

デビュー戦で初勝利をあげると、そのまま優出まで駒を進める。（3着）デビュー期に6.20の勝率を残し、半年でC級からA級へ特進を果たす。

その後も"280日"でG1初出場、"360日"でSG初出場、"1年2か月"でG1初優出・初優勝、"1年5カ月"でSG初優出、"2年11カ月"でSG初優勝というスピード出世を果たす。当時4つあったSGレースすべてにデビュー"1年半"のうちに出場し、1982年最優秀新人賞を受賞。（賞金ランキングは7位）
特にSG初優勝となった笹川賞は、最短の2年11カ月・史上最年少22歳（当時）記録で優勝。

1986年に創設された、賞金王決定戦にも最年少ながら参戦。翌1987年、「最高峰のレース」と目標にしていた全日本選手権を制覇した。1987年、1988年、1990年と全日本選手権を連覇を含めV3とするだけではなく、1986年、1990年～1993年と最高勝率選手として表彰、1992年はモーターボート記念で、5回目のSG優勝を果たした上で年間最多優勝回数を記録した。1987年の全日本選手権の優勝者表彰では、橋本龍太郎運輸大臣（当時）と一般財団法人日本船舶振興会会長の笹川良一に直接表彰された。

1990年・1992年と最優秀選手としても表彰されており、安定感のある強さからファンに支持され、バブル景気真っ只中の競艇業界の売上をけん引し、20代後半から30歳代前半にかけてはまさに全盛期であった。しかし1993年頃から特定疾患の一種であるメニエール病を患い、めまいや耳鳴りなどに悩まされることが多くなり、レースをやむを得ず欠場することも増えていった。最低体重制度の導入によってアドバンテージも少なくなってきた中、持病も相まって30歳代後半は苦しい時代が続いた。1997年・1998年と2年連続で通算5・6回目となる最高勝率選手として活躍するも、しばらくの間G1では優勝できるものの、SG優勝からは遠ざかっていた。
2004年の総理大臣杯では、恵まれた点が多かったものの11年7カ月ぶり6回目となるSG制覇を果たし、会見では涙をぬぐった。この勝利により公営競技選手として初の生涯獲得賞金20億円を突破。また、同年5月18日には史上最速で年間獲得賞金1億円を突破する。年末の賞金王決定戦で優勝することはできなかったが、年間獲得賞金は堂々の第1位となり、8回目の最高勝率選手と3回目の最優秀選手として表彰され、復活を象徴する1年となった。

2007年には、通算2000勝を達成。

2010年からは名人戦の出場権を獲得しベテランの域になるが、同年8月、蒲郡競艇場で行われたモーターボート記念ではナイター開催SGでの最年長優勝記録となる49歳2か月でのSG優勝を果たした。
2011年、名人戦出場資格獲得2年目にして優勝。

2014年、52歳で出場した2014年のボートレースオールスターと53歳で出場したグランドチャンピオン決定戦では連続優出を果たし、安岐真人が持つSG最年長優勝記録にあと一歩まで迫った。なお、結果はそれぞれ2着・3着だった。

2015年、マスターズチャンピオンではパーフェクト優勝を果たしV2を達成。2017年も同競走を優勝しマスターズチャンピオンでは最多となるV3を達成した。

2020年5月、北原友次が残していた77期連続最上級（A級→A1級）という記録を更新。同年9月、ボートレース徳山で開催されたG1ダイヤモンドカップをもって選手生活のピリオドを打ち、10月8日に選手登録を抹消し40年間の現役引退を発表。引退の理由として、2020年11月から男子の最低体重が52kgに引き上げられるため、元から体重が軽い上に太らない体質の今村にとって体重管理が限界になることを挙げた。デビューしてから一度もA2級やB級に陥落することがないどころか、勝率6点台を記録し続けた。引退セレモニーはBOATRACE六本木・SIX WAKEにて実施され、コロナ禍の中で入場制限がかかる中でも多くの報道陣が訪れ、引退を惜しんだ。絶頂期のライバルであった植木通彦から花束を受け取り、同日ボートレース平和島で開催されていたG1「第66回トーキョーベイ・カップ」に出場中だった愛弟子・白井英治や寺田祥からも惜別の動画が上映された。
また、新たに設置されるボートレース殿堂の第1号に内定したことが発表された。
現役引退後は、JLCレジャーチャンネルのyoutubeレース配信などで解説者を務めている。

## 選手経歴
- 1980年、第48期選手養成員として本栖研修所に入所。
- 1981年3月21日、選手登録。
- 1981年5月7日、徳山競艇場の一般戦でデビュー。デビュー戦でいきなり1着を取り、そのまま優出（3着）まで駒を進める。
- 1982年2月11日、児島競艇場で開催された G1「中国地区選手権」にデビュー280日でG1初出場を果たす。
- 1982年4月1日、蒲郡競艇場で開催された 一般戦で初優勝。
- 1982年5月2日、住之江競艇場で開催された 第10回笹川賞にてSGでSG初出場。
- 1982年7月1日、丸亀競艇場で開催された G1「開設30周年記念」でGI初優出・初優勝[10]。
- 1982年10月7日、桐生競艇場で開催された 第29回全日本選手権でSG初優出[11]。
- 1982年、最優秀新人賞を受賞。
- 1984年4月29日、浜名湖競艇場で開催された 第11回笹川賞をデビュー最短の2年11カ月・史上最年少の22歳記録（当時）で優勝[12]。
- 1986年、最高勝率選手として表彰される。（1回目）
- 1987年、平和島競艇場で開催された SG「第34回全日本選手権」で優勝[13]。通算SG2勝目。
- 1988年、多摩川競艇場で開催された SG「第35回全日本選手権」で優勝[14]。2連覇。通算SG3勝目。
- 1990年、戸田競艇場で開催された SG「第37回全日本選手権」で優勝[15]。全日本選手権V3。通算SG4勝目。
- 1990年、最優秀選手（1回目）、最高勝率選手（2回目）として表彰される。
- 1991年、最高勝率選手として表彰される。（3回目）
- 1992年、浜名湖競艇場で開催された モーターボート記念で優勝[16]。通算SG5勝目。
- 1992年、最優秀選手（2回目）、最高勝率選手（4回目）、最多優勝回数選手（1回目）として表彰される。
- 1997年、最高勝率選手として表彰される。（5回目）
- 1998年、最高勝率選手として表彰される。（6回目）
- 2001年、最高勝率選手として表彰される。（7回目）
- 2004年3月23日、福岡競艇場で開催されたSG「第39回 総理大臣杯」で11年7カ月ぶりにSG優勝[17]。通算SG6勝目。公営競技選手初の生涯獲得賞金20億円突破。
- 2004年5月18日、史上最速で年間獲得賞金1億円を突破。
- 2004年、最優秀選手（3回目）、最多賞金獲得選手（1回目）、最高勝率選手（8回目）として表彰される。
- 2007年1月17日、ボートレース丸亀で開催された G3「第16回JR四国ワープ杯競走」2日目第12Rで通算2,000勝達成。
- 2010年4月、競艇名人戦の出場資格取得（当時48歳以上）1年目で初出場、初優出（2着）[18]。
- 2010年8月、ボートレース蒲郡で開催された SG「モーターボート記念」で優勝。通算SG7勝目。2000番台の選手では初めてSGナイター競走の覇者になった[19]。ナイター開催SGでの最年長優勝記録。2000番台で唯一SGナイター覇者。
- 2011年4月19日、名人戦出場資格取得2年目で初優勝[20]。
- 2014年3月22日、ボートレース徳山で開催された 一般戦「BOATRACE徳山60thグランプリファイナル」5日目第12R（準優勝戦）に勝利し、通算2,500勝を達成[21]。
- 2017年4月20日、ボートレース芦屋で開催された 一般戦「MBP嘉麻オープン5周年記念」で優勝し、史上18人目となる全24ボートレース場全場制覇を果たす。[22]。
- 2018年10月23日、ボートレース蒲郡で開催された SG「第65回 ボートレースダービー」5日目第5Rで、現役最後となるSGでの勝利を果たす[23]。
- 2020年4月21日、ボートレース津で開催された G1「第21回 マスターズチャンピオン」5日目第7Rで、現役最後となるPG1での勝利を果たす[24]。
- 2020年7月28日、ボートレース津で開催された 一般戦「津PR第2戦熱いぜ！夏男大集合」で、通算142回目、現役最後となるとなる優勝を果たす[25]。
- 2020年9月13日、ボートレース宮島で開催された G1「開設66周年 宮島チャンピオンカップ」4日目第7Rで、通算2880勝目、現役最後となる勝利を果たす[26]。
- 2020年9月28日、ボートレース徳山で開催された G1「ダイヤモンドカップ」6日目第5Rがラストランとなった[27]。(5着)
- 2020年10月8日、選手登録を消除し39年5カ月に及ぶ選手生活を引退[28]。BOATRACE六本木内 SIX WAKEにて引退記者会見を行った。併せて、新設される「BOATRACE殿堂」の第1号として殿堂入りに内定したことが発表された[29]。
- 2020年特別賞を受賞[30]。受賞理由は39年を超える選手生活の中で、78期連続最上位級を継続しSG競走7回、G1競走48回の優勝を記録するなど、長年にわたり業界発展に著しく功績があったため。

## SG・GI優勝

### SG
- 1984年 - 笹川賞競走
- 1987年 - 全日本選手権競走
- 1988年 - 全日本選手権競走
- 1990年 - 全日本選手権競走
- 1992年 - モーターボート記念競走
- 2004年 - 総理大臣杯競走
- 2010年 - モーターボート記念競走 （ナイター開催）(.17 逃げ)

### プレミアムGI・GI
- 1982年 - 京極賞（丸亀競艇場）
- 1982年 - 競帝王決定戦（下関競艇場）
- 1986年 - つつじ賞王座決定戦（津競艇場）
- 1985年 - トコタンキング決定戦（常滑競艇場）
- 1986年 - 海の王者決定戦（大村競艇場）
- 1987年 - オールジャパン竹島特別（蒲郡競艇場）
- 1987年 - 新鋭王座決定戦（多摩川競艇場）
- 1989年 - 競帝王決定戦（下関競艇場）
- 1988年 - びわこ大賞（びわこ競艇場）
- 1990年 - 海の王者決定戦（大村競艇場）
- 1990年 - 中国地区選手権競走（下関競艇場）
- 1990年 - 徳山クラウン争奪戦（徳山競艇場）
- 1991年 - 大渦大賞（鳴門競艇場）
- 1991年 - 宮島チャンピオンカップ（宮島競艇場）
- 1991年 - 競帝王決定戦（下関競艇場）
- 1991年 - 福岡チャンピオンカップ（福岡競艇場）
- 1992年 - 赤城雷神杯（桐生競艇場）
- 1992年 - 中国地区選手権競走（宮島競艇場）
- 1992年 - 尼崎センプルカップ（尼崎競艇場）
- 1993年 - 中国地区選手権競走（徳山競艇場）
- 1996年 - ウェイキーカップ（多摩川競艇場）
- 1996年 - 全日本王者決定戦（唐津競艇場）
- 1997年 - 北陸艇王決戦（三国競艇場）
- 1997年 - 京極賞（丸亀競艇場）
- 2001年 - 江戸川大賞（江戸川競艇場）
- 2002年 - 中国地区選手権競走（下関競艇場・パーフェクト優勝）
- 2002年 - 競帝王決定戦（下関競艇場）
- 2003年 - つつじ賞王座決定戦（津競艇場）
- 2004年 - オールジャパン竹島特別（蒲郡競艇場）
- 2004年 - 徳山クラウン争奪戦（徳山競艇場）
- 2004年 - 全日本王者決定戦（唐津競艇場）
- 2007年 - 海の王者決定戦（大村競艇場）
- 2011年 - 東日本大震災被災地支援競走 第12回名人戦競走（常滑競艇場）
- 2011年 - 戸田グランプリ（戸田競艇場）
- 2014年 - 競帝王決定戦（ボートレース下関）
- 2015年 - 第16回マスターズチャンピオン（ボートレース児島・パーフェクト優勝）
- 2017年 - 第18回マスターズチャンピオン（ボートレース津）

その他、ダイヤモンドカップなど通算48勝。

## 戦績
- 実働39年5か月
- 出走回数 8,207回
- 優出回数 410回
- 優勝回数 142回
- 1着 2880回
- フライング(F)回数：59回
- 出遅れ(L)回数：3回
- 通算勝率 7.76
- 2連対率：55.94
- 3連対率：71.75
- 生涯獲得賞金 2,944,446,172円
- 初出走 1981年5月（ボートレース徳山）
- 初優勝 1982年4月（ボートレース蒲郡）
- SG初出場 1982年5月 笹川賞（ボートレース住之江）
- SG初優勝 1984年10月 笹川賞（ボートレース浜名湖）
- SG優出 47回
- SG優勝 7回
- G1優出 182回
- G1優勝 48回
- G2優勝 2回
- G3優勝 5回
- 最優秀新人賞（1983年）
- 最高勝率（1986年、1990年、1991年、1992年、1997年、1998年、2001年、2004年）
- 最優秀選手（1990年、1992年、2004年）
- 最多優勝（1992年）
- 最多獲得賞金（2004年）
- 24ボートレース場制覇（2017年）
- 78期連続最上級（A級→A1級）

## 人物・エピソード
- 今村は自身について「人とケンカしたことさえなく、勝負師の気質はない」と分析し、レーススタイルについて「われ先にとインに進入して、ゴチャゴチャ混み合う場所でプレーするのが、気質的に苦手」、「アウトからセンター辺りのコースから勝つならスッキリ勝ちたい」と語っている[31]。
- 選手生活を続ける中で病魔が突如再発し、今村を悩ませることとなったが引退までトップクラスのレーサーとして君臨し続けた。今村のマスコミに対するコメントは紳士的であり、また信頼性が高いためファンからも絶大なる人気を誇った。また、後輩達を威圧するようなことも一切せず、クリーンなレースをする事を自らに課していた（わざとボートを激しくぶつける、などは絶対に行わなかった）ため、競艇関係者で彼を慕う者も数多い。引退までにファン投票によるボートレースオールスター出場35回、施行者推薦によるボートレースメモリアルへの出場34回を記録しており、いずれも歴代1位である。
- とった弟子たちを「日本一になれ」と厳しく育ててきた[32]。現役引退に当たっては「（賞金王決定戦は弟子の）白井英治が取ってくれると思う」とコメントしていたが[7]、引退から2年後の2022年に白井が賞金王決定戦に優勝。優勝セレモニーでは記念の黄金ヘルメットを白井にかぶせてもらい、感極まって言葉を詰まらせながらも「この白井英治、私の弟子ではありますが、最高の弟子です。日本一の弟子です」とスピーチを行い、会場のファンから大きな拍手を浴びた[33]。
- 弟子筋である山口支部の若手には「外からでも勝てる選手になれば、自然とインからでも勝てるようになる」「目先の勝率を求めるコース取りよりも、スピードを鍛えろ」として、安易にインコースに入らないように指導しているという。「最近の若手選手は早いうちからインに入りたがる者が多いが、だからスピードが伸びない」と苦言を呈している[34][注 4]。
- 同期の鵜飼菜穂子とは長年にわたって共にボートレース界を牽引してきた戦友の間柄で、鵜飼が2010年の選手登録更新時に視力検査をクリアできずに引退を考えていた際には、鵜飼を叱咤して引退を翻意させた[36]。二人の現役引退後も交流は続いており、youtube配信番組で共演することもある[37][38]。
- 毎年、冬場になると脚力強化のために弟子や仲間を連れ立ってスキー場で数日間スキー合宿をしていた。かつては朝一番からナイターまで滑っていたが、後にそこまではしなくなったとの事。また、わざと難しいコースを選んで滑れるほどの腕前を持っている。
- 2009年8月26日、丸亀競艇場で行われたモーターボート記念競走2日目3Rで阿波勝哉が6コース進入のため後ろに艇を引いた際、阿波の1周第1ターンマークでのまくりを警戒した今村はスローの状態でアウトコースぎりぎりまで艇を流して阿波の進入を防いだため、阿波は5コースダッシュ進入、今村が6コーススローで4対1対1という奇妙な形のスタートとなった。結果今村は2着、阿波は6着となり、レース後のピット裏ではこのレースを見た多くの選手にからかわれたという。
- 現役時代、唯一スタートで「ビビった」レースとして、1986年の第1回賞金王決定戦競走・優勝戦を挙げている。「競艇界を盛り上げるためには、このレースを是が非でも成功させなければならない」という意識から「絶対にスタート事故は起こせない」としてビビリが入ったという[34]。
- 1997年の第12回賞金王決定戦競走・優勝戦では、6号艇ながら「不意打ち」で前付けを敢行して1コースに入る奇策を見せたが、1コースを取り切った時点でスタンドの観客がどよめき、今村も「これは（どれだけ深インになっても）行くしかない」と腹を括った。今村はそのどよめきを聞いて鳥肌が立ったといい、「選手生活の中で鳥肌が立ったのはあの時だけ」と語っている[34][注 5]。
- 2012年にボートレース大村が実施した「歴代最強レーサー 次世代に語り継ぎたいファン投票」では、1位（2912票）に輝いた[39]。
- 趣味はゴルフで、現役引退後はほぼ毎日自宅近くのゴルフ場に出かけてプレーしており、youtubeのナイターレース解説にリモート出演する際にも「今日も（1ラウンド）回ってきました」とコメントすることが多い。なお、植木通彦によると「今村さんのゴルフの指導は本栖（訓練所）の教官よりも厳しい（苦笑）」そうである[40]。
- 2022年現在の愛車は日産・GT-R、アバルト・595など。ちなみに595は「パチンコ屋に行くために小さい車が欲しかった」ので購入したという。若い頃は「税金の関係」もありフェラーリにも乗っていた[41]。

### 全速ターン
本栖訓練所の訓練生だった頃、教官から「全速ターン」の存在を告げられ、「恐ろしくなかったら（スロットルレバーを一杯に）握っていい」と言われた今村は、「本栖の転覆王（ドボンキング）」と周りにあだ名されるほど全速ターンの練習を繰り返した。デビュー後も試行錯誤を続け、「今村全速ターン」と呼ばれる全速ターンを身に着けるに至った。今村はデビューから破竹の勢いを見せ「コーナーではスピードを落とす」が常識だった当時の競艇界の常識を塗り替え、「今村以前と以後では競艇が変わった」と称された。

## テレビ出演
- 2017年6月14日、毎日放送「戦え!スポーツ内閣」[43]